# Escuela de Medicina de CUNY

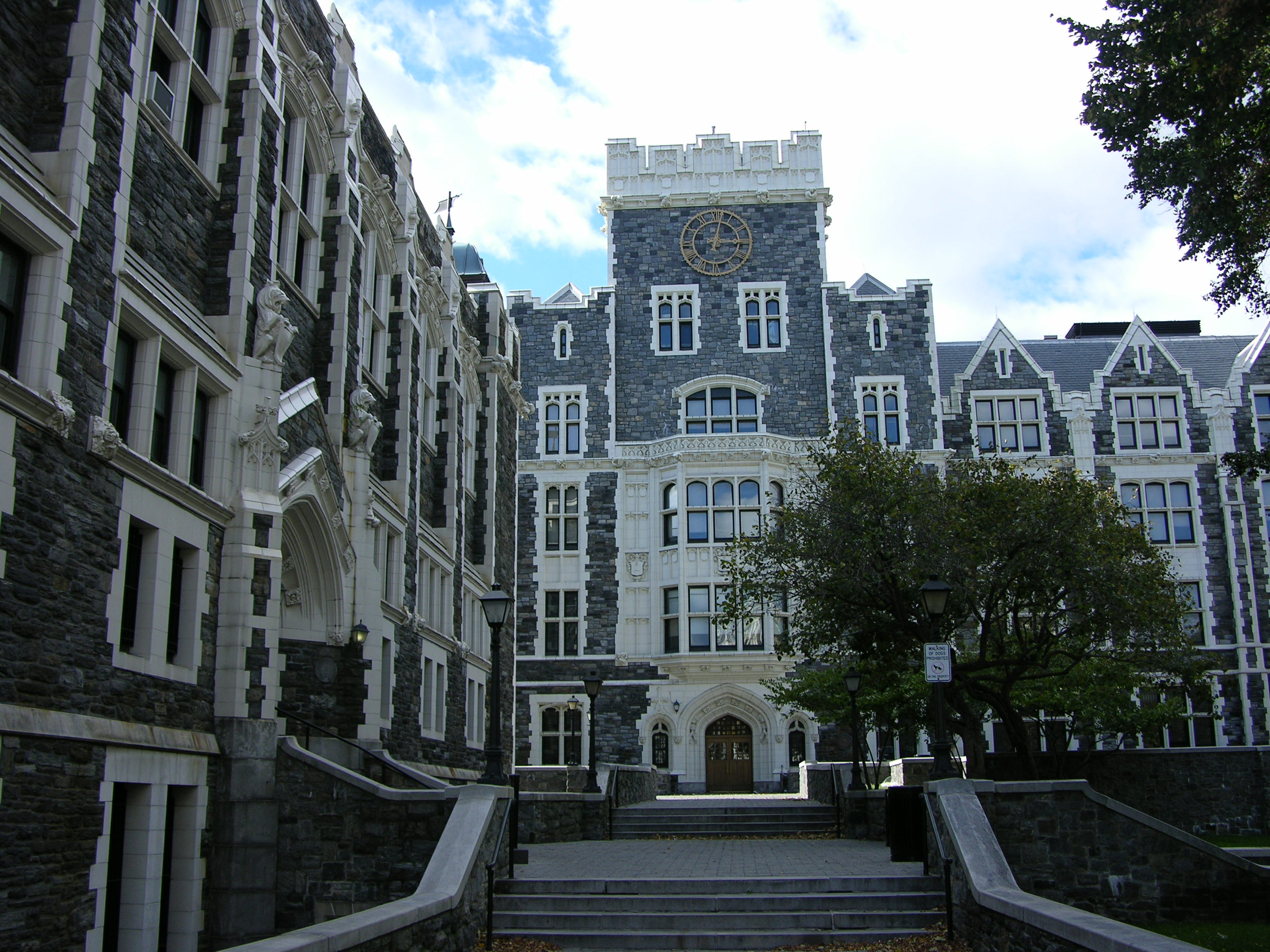
La Townsend Harris Hall alberga la CUNY School of Medicine. Diseñada por el arquitecto neoyorquino George B. Post y completada en 1908, el edificio colegiado de estilo gótico lleva su nombre en honor a Townsend Harris, el fundador del City College.

La Escuela de Medicina de CUNY (CUNY School of Medicine en idioma inglés) es la escuela de medicina de la Universidad Municipal de Nueva York. La escuela está en Harlem en el campus del City College of New York y tiene un acuerdo académico con el Sistema de Salud de Saint Barnabas en el Sur de Bronox para educación clínica médica.
La escuela recibe estudiantes del programa MB/MD de la Escuela de Educación Biomédica Sophie Davis  quienes toman estudios de pregrado por 3 años y luego 2 años de estudios en ciencias, tras los cuales completan su entrenamiento clínico en el Hospital Saint Barnabas, para culminar su grado como médicos.